# Zinédine Zidane
Zinédine Yazid Zidane (* 23. června 1972, Marseille) je bývalý francouzský fotbalový záložník a reprezentant alžírského berberského původu, později fotbalový trenér. Všeobecně je považován za jednoho z nejlepších fotbalistů historie, s francouzským národním týmem je mistrem světa i Evropy. Pelé ho roku 2004 zařadil mezi 125 nejlepších žijících fotbalistů.
Roku 1998 získal prestižní ocenění Zlatý míč (Ballon d'Or) vyhlašované francouzským časopisem France Football.
Jiné prestižní ocenění, Fotbalista roku (pořádá FIFA), obdržel třikrát, a to v letech 1998, 2000 a 2003.
V roce 1998 a roce 2002 byl vyhlášen francouzským fotbalistou roku.
Roku 2001 přestoupil z Juventusu Turín do Realu Madrid za rekordní částku 77,5 milionu eur.
Nejdražším přestupujícím fotbalistou zůstal do roku 2009, to Real Madrid koupil Cristiana Ronalda.
Úspěšnou trenérskou kariéru zahájil v madridské Castille, v průběhu sezóny 2016 pak povýšil na prozatímního hlavního trenéra A-týmu Realu Madrid.
Real Madrid dovedl ke bezprecedentním třem triumfům v Lize mistrů v řadě (2016, 2017, 2018).
Po sezóně 2018/19 se rozhodl Real opustit, v další sezóně se však vrátil a získal v La Lize svůj druhý titul v roli trenéra. V počtu trofejí patří mezi nejlepší trenéry Realu Madrid v klubové historii.

## Klubová kariéra

### AS Cannes
S fotbalem začínal v klubu AS Cannes, kde hrál v juniorských kategoriích a později i v A-týmu. V roce 1992 měl přestoupit do anglického týmu Newcastle United FC, tehdejší trenér ho ale odmítl, Zidane prý nebyl dost dobrý, aby hrál Premier League.[zdroj?] Proto přestoupil do jiného francouzského týmu – FC Girondins de Bordeaux.

### Girondins de Bordeaux
V Bordeaux strávil „Zizou“ 4 sezóny. Zaujal i trenéra francouzské reprezentace a v roce 1994 debutoval za A-mužstvo Francie. Po EURU 1996, kde skončila Francie třetí, přestoupil do italského týmu Juventus FC.

### Juventus
V Juventusu se ihned po příchodu stal klíčovým hráčem, za 5 let zde vyhrál dvakrát nejvyšší italskou ligu, zahrál si dvakrát finále Ligy mistrů UEFA, v roce 1997 ale jeho tým prohrál s Borussií Dortmund, v roce 1998 pro změnu s Realem Madrid. Rok 1998 pro něj byl zlomový, Juventus vyhrál italskou ligu, zahrál si již zmiňované finále Ligy mistrů UEFA a s Francií vyhrál mistrovství světa, které probíhalo právě ve Francii. Na konci roku vyhrál Zlatý míč za nejlepšího fotbalistu Evropy za rok 1998.

### Real Madrid
Do Realu Madrid přišel v roce 2001 z Juventusu Turín. Jeho přestup stál španělský Real Madrid 77,5 milionu eur, čímž se Zidane stal nejdražším přestupujícím hráčem na světě té doby.
Hned v první sezóně vyhrál s Realem Ligu mistrů, proslavil se v ní hlavně gólem ve finále proti Bayeru Leverkusen. O rok později v Realu vyhrál španělskou La Ligu. V Realu skončil v roce 2006, po Mistrovství světa 2006 v Německu, kde Francie skončila druhá, se rozhodl ukončit kariéru.

## Reprezentační kariéra

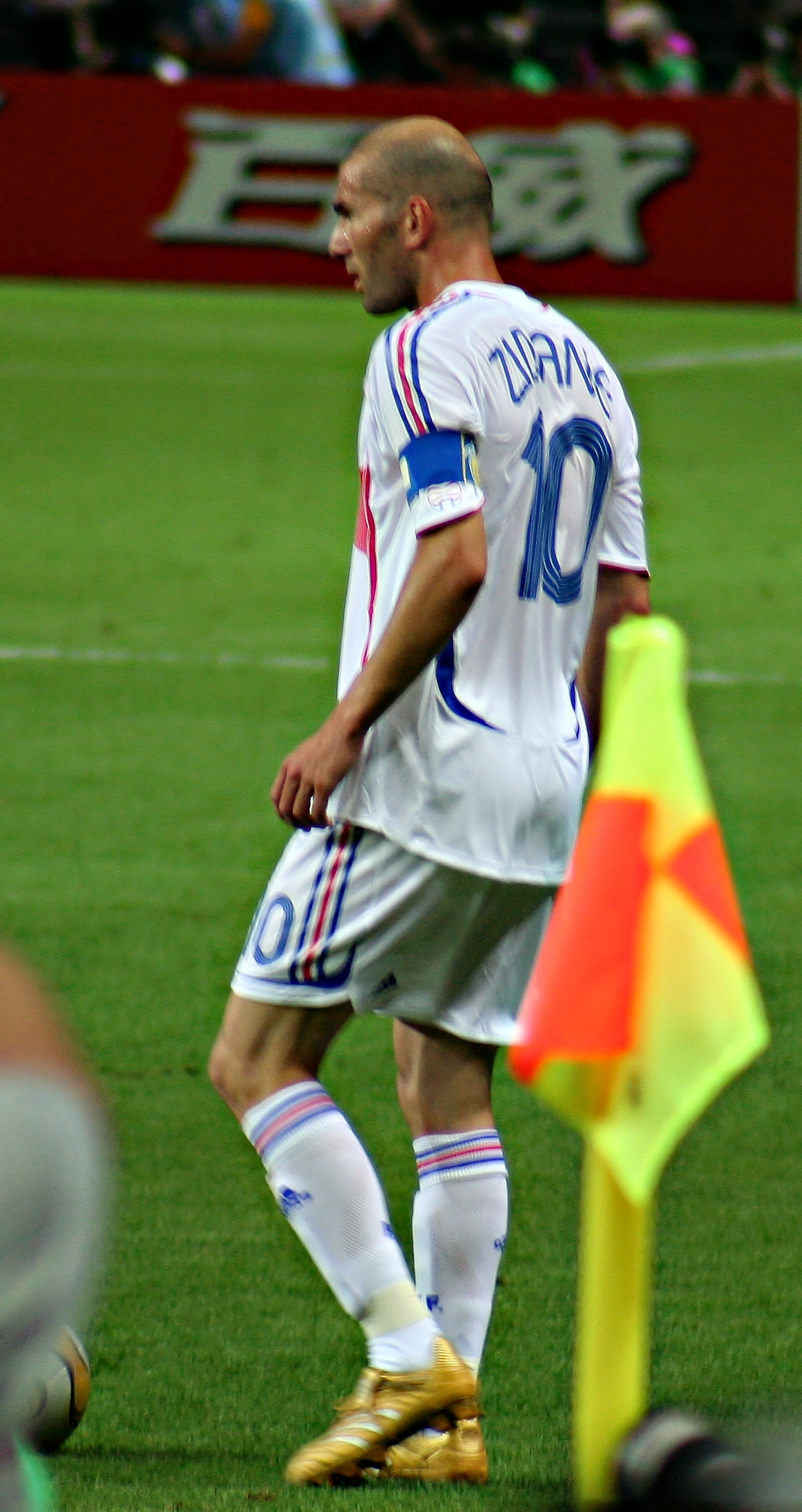
Zidane ve finále MS 2006

### Mistrovství Evropy 1996
EURO 1996 byl Zidanův první velký turnaj, Francie v něm skončila třetí, když v semifinále prohrála s Českou republikou na penalty 5:6. Zidane svoji penaltu v rozstřelu proměnil.

### Mistrovství světa 1998
Mistrovství světa ve fotbale 1998 se konalo ve Francii, která celý turnaj i vyhrála. Zidane byl vyhlášen jako nejlepší hráč turnaje a díky tomu vyhrál i Zlatý míč. Francie ve finále porazila Brazílii 3:0, sám Zidane ve finále vstřelil 2 góly.

### Mistrovství Evropy 2000
EURO 2000 se konalo v Belgii a Nizozemsku. Francie tento turnaj vyhrála, ve finále porazila Itálii. Stejně jako před 2 roky byl Zidane vyhlášen hráčem turnaje. Finále v Rotterdamu rozhodl útočník David Trézéguet v prodloužení. Zidane byl také zvolen do All-Stars turnaje.

### Mistrovství světa 2002
Od Francie se na tomto turnaji očekávalo hodně, tým galského kohouta ale vypadl už v základní skupině. Turnaj, který se konal v Japonsku a v Jižní Koreji, vyhrála Brazílie, která ve finále porazila Německo. Francie ve skupině podlehla Senegalu a Dánsku, jediný bod uhrála s Uruguayí.

### Mistrovství Evropy 2004
Zúčastnil se Mistrovství Evropy 2004, kam jej nominoval trenér Jacques Santini. V prvním ostře sledovaném utkání s rivalem Anglií dokázal dvěma góly v nastaveném čase (první z přímého kopu a druhý z pokutového kopu) zvrátit nepříznivý stav na konečných 2:1. Proti Chorvatsku se gólově neprosadil, v zápase se zrodila remíza 2:2. Zato se střelecky prosadil v posledním zápase v základní skupině B proti Švýcarsku, kde vsítil první branku (výhra 3:1). Ve čtvrtfinále s Řeckem nedokázal se svými spoluhráči najít recept na pozornou řeckou defenzivu, Francie podlehla pozdějšímu vítězi šampionátu 0:1.

### Mistrovství světa 2006
Po sezoně 2005/06 skončil Zidane s fotbalem v Realu, na Mistrovství světa 2006 v Německu se Francie probojovala až do finále, kde podlehla Itálii na penalty. Zidane se ve finále postaral o jeden z nejvýraznějších momentů své kariéry, když v nastaveném čase udeřil Itala Marca Materazziho hlavou do hrudi, za což byl vyloučen.

## Reprezentační góly
Skóre a góly Francie jsou vždy zapisovány jako první.
| Gól | Zápas | Datum             | Místo                                           | Soupeř            | Skóre | Výsledek    | Soutěž                                            |
| --- | ----- | ----------------- | ----------------------------------------------- | ----------------- | ----- | ----------- | ------------------------------------------------- |
| 1.  | 1.    | 17. srpna 1994    | Stade Chaban-Delmas, Bordeaux, Francie          | Česko             | 1–2   | 2–2         | Přátelský zápas                                   |
| 2.  | 1.    | 17. srpna 1994    | Stade Chaban-Delmas, Bordeaux, Francie          | Česko             | 2–2   | 2–2         | Přátelský zápas                                   |
| 3.  | 6.    | 6. září 1995      | Stade de l'Abbé-Deschamps, Auxerre, Francie     | Ázerbájdžán       | 7–0   | 10–0        | Kvalifikace na Mistrovství Evropy ve fotbale 1996 |
| 4.  | 7.    | 11. října 1995    | Stadionul Steaua, Bukurešť, Rumunsko            | Rumunsko          | 3–1   | 3–1         | Kvalifikace na Mistrovství Evropy ve fotbale 1996 |
| 5.  | 10.   | 21. února 1996    | Stade des Costières, Nîmes, Francie             | Řecko             | 3–1   | 3–1         | Přátelský zápas                                   |
| 6.  | 26.   | 11. června 1997   | Parc des Princes, Paříž, Francie                | Itálie            | 1–0   | 2–2         | Tournoi de France 1997                            |
| 7.  | 29.   | 28. ledna 1998    | Stade de France, Saint-Denis, Francie           | Španělsko         | 1–0   | 1–0         | Přátelský zápas                                   |
| 8.  | 30.   | 25. února 1998    | Stade Vélodrome, Marseille, Francie             | Norsko            | 2–1   | 3–3         | Přátelský zápas                                   |
| 9.  | 32.   | 27. května 1998   | Stade Mohammed V, Casablanca, Maroko            | Belgie            | 1–0   | 1–0         | King Hassan II Cup 1998                           |
| 10. | 39.   | 12. července 1998 | Stade de France, Saint-Denis, Francie           | Brazílie          | 1–0   | 3–0         | Mistrovství světa ve fotbale 1998                 |
| 11. | 39.   | 12. července 1998 | Stade de France, Saint-Denis, Francie           | Brazílie          | 2–0   | 3–0         | Mistrovství světa ve fotbale 1998                 |
| 12. | 47.   | 8. září 1999      | Stadion Hrazdan, Jerevan, Arménie               | Belgie            | 2–1   | 3–2         | Kvalifikace na Mistrovství Evropy ve fotbale 2000 |
| 13. | 50.   | 23. února 2000    | Stade de France, Saint-Denis, Francie           | Polsko            | 1–0   | 1–0         | Přátelský zápas                                   |
| 14. | 53.   | 4. června 2000    | Stade Mohamed V, Casablanca, Maroko             | Japonsko          | 1–0   | 2–2         | King Hassan II Cup 2000                           |
| 15. | 57.   | 25. června 2000   | Jan Breydel Stadion, Bruggy, Belgie             | Španělsko         | 1–0   | 2–1         | Mistrovství Evropy ve fotbale 2000                |
| 16. | 58.   | 28. června 2000   | Stadion krále Baudouina, Brusel, Belgie         | Portugalsko       | 2–1   | 2–1         | Mistrovství Evropy ve fotbale 2000                |
| 17. | 63.   | 27. února 2001    | Stade de France, Saint-Denis, Francie           | Německo           | 1–0   | 1–0         | Přátelský zápas                                   |
| 18. | 64.   | 24. března 2001   | Stade de France, Saint-Denis, Francie           | Japonsko          | 1–0   | 5–0         | Přátelský zápas                                   |
| 19. | 72.   | 27. března 2002   | Stade de France, Saint-Denis, Francie           | Skotsko           | 1–0   | 5–0         | Přátelský zápas                                   |
| 20. | 81.   | 29. března 2003   | Stade Bollaert-Delelis, Lens, Francie           | Malta             | 4–0   | 6–0         | Kvalifikace na Mistrovství Evropy ve fotbale 2004 |
| 21. | 81.   | 29. března 2003   | Stade Bollaert-Delelis, Lens, Francie           | Malta             | 6–0   | 6–0         | Kvalifikace na Mistrovství Evropy ve fotbale 2004 |
| 22. | 82.   | 2. dubna 2003     | Stadio Renzo Barbera, Palermo, Itálie           | Izrael            | 2–0   | 2–1         | Kvalifikace na Mistrovství Evropy ve fotbale 2004 |
| 23. | 89.   | 6. června 2004    | Stade de France, Saint-Denis, Francie           | Ukrajina          | 1–0   | 1–0         | Přátelský zápas                                   |
| 24. | 90.   | 13. června 2004   | Estádio da Luz, Lisabon, Portugalsko            | Anglie            | 1–1   | 2–1         | Mistrovství Evropy ve fotbale 2004                |
| 25. | 90.   | 13. června 2004   | Estádio da Luz, Lisabon, Portugalsko            | Anglie            | 2–1   | 2–1         | Mistrovství Evropy ve fotbale 2004                |
| 26. | 92.   | 21. června 2004   | Estádio Cidade de Coimbra, Coimbra, Portugalsko | Švýcarsko         | 1–0   | 3–1         | Mistrovství Evropy ve fotbale 2004                |
| 27. | 94.   | 17. srpna 2005    | Stade de la Mosson, Montpellier, Francie        | Pobřeží slonoviny | 2–0   | 3–0         | Přátelský zápas                                   |
| 28. | 98.   | 12. října 2005    | Stade de France, Saint-Denis, Francie           | Kypr              | 1–0   | 4–0         | Kvalifikace na Mistrovství světa ve fotbale 2006  |
| 29. | 105.  | 27. června 2006   | Niedersachsenstadion, Hannover, Německo         | Španělsko         | 3–1   | 3–1         | Mistrovství světa ve fotbale 2006                 |
| 30. | 107.  | 5. července 2006  | Allianz Arena, Mnichov, Německo                 | Portugalsko       | 1–0   | 1–0         | Mistrovství světa ve fotbale 2006                 |
| 31. | 108.  | 9. července 2006  | Olympiastadion Berlín, Berlín, Německo          | Itálie            | 1–0   | 1–1 (3–5 p) | Mistrovství světa ve fotbale 2006                 |

## Trenérská kariéra
V sezóně 2013/14 vedl Real Madrid Ital Carlo Ancelotti. Ancelotti si vzal Zidana do týmu jako jeho asistenta. V této sezóně vyhrál Real Ligu mistrů, když ve finále porazil městského rivala Atlético Madrid, v poslední minutě srovnal stav zápasu Sergio Ramos, v prodloužení vstřelili góly Gareth Bale, Marcelo a Cristiano Ronaldo. V této sezoně taktéž Real vyhrál Copa del Rey. Po úspěšné sezóně jako asistent převzal „B-tým“ Realu, takzvaný Real Madrid Castilla.
V sezoně 2013/14 Castilla sestoupila z druhé ligy do třetí, Zidanův cíl v nadcházející sezóně 2014/15 byl tedy jasný: Měl se vrátit zpět do druhé ligy. Jeho tým nakonec skončil čtvrtý, což na postup nestačilo, přesto však byl Florentino Peréz, prezident Realu, se Zidanovou hrou spokojen a nechal ho trénovat Castillu i další sezónu.
Po sezóně 2014/15 byl odvolán od A-týmu Realu trenér Carlo Ancelotti a na jeho místo nastoupil Španěl Rafael Benítez. Po nevydařeném podzimu 2015 byl na začátku roku 2016 odvolán a jeho funkci převzal právě Zidane. První zápas pod jeho vedením proti Deportivu La Coruňa vyhrál Real Madrid vysoko 5:0. V osmifinále Ligy mistrů UEFA porazil jeho tým AS Řím 4:0. Po odchodu Benitéze bylo jasné, že Real Madrid v této sezóně La Ligu nevyhraje, proto pro Zidana má být prioritou právě milionářská Liga mistrů. Čtvrtfinálový los Champions League udělil Realu německý tým VfL Wolfsburg. První zápas Zidanův tým ale nezvládl, prohrál v Německu 0:2. O týden později ale Real Madrid vyhrál 3:0 díky hattricku Portugalce Cristiana Ronalda. Zidaneho tým dotáhl v La Lize ztrátu Realu na Barcelonu z 13 bodů na pouhý jediný bod a oživil tak šanci, že by Real Madrid mohl vyhrát i domácí ligovou soutěž. To se nakonec nepodařilo, přesto ale Zidane vyhrál ve své první sezóně jako kouč Ligu mistrů, v semifinále vyřadil Manchester City FC a ve finále jeho tým porazil na penalty městského rivala Atlético Madrid. Zidane svůj úspěch zopakoval a s Realem Madrid přepsal historii, a to hned dvakrát. Vyhrál totiž s Realem Madrid Ligu mistrů 3x za sebou. Po triumfu nad Atléticem Madrid v roce 2016 přidal vítězství ve finále LM nad Juventusem Turín v roce 2017 a v roce 2018 porazil ve finále milionářské soutěže Liverpool FC. Jak se ukázalo o několik dnů později, byl to jeho poslední zápas na trenérské lavici španělského velkoklubu. Zidane 31. 5. 2018 oznámil rezignaci na post trenéra Realu Madrid.

## Úspěchy

### Klubové
FC Girondins de Bordeaux
- Pohár Intertoto: 1995

Juventus FC
- Interkontinentální pohár: 1996
- Superpohár UEFA: 1996
- Mistr Serie A: 1996/97, 1997/98
- Italský superpohár: 1997
- Pohár Intertoto: 1999

Real Madrid
- Španělský superpohár: 2001, 2003
- Liga mistrů UEFA: 2002
- Superpohár UEFA: 2002
- Interkontinentální pohár: 2002
- Mistr Primera División: 2002/03

### Národní tým
- Mistrovství světa: 1998
- Mistrovství Evropy: 2000
- Pohár Hasana II.: 1998, 2000

### Trenérské
Real Madrid
- Liga mistrů UEFA: 2013/14 jako asistent
- Copa del Rey: 2013/14 jako asistent
- Liga mistrů UEFA: 2015/16, 2016/17, 2017/2018
- Superpohár UEFA: 2016, 2017
- Mistrovství světa klubů ve fotbale: 2016, 2017
- Španělský superpohár: 2017
- Primera División: 2016/17

### Individuální ocenění
- athir Národního řádu za zásluhy – Alžírsko, 11. prosince 2006[19]

- Hráčské
  - UNFP Ligue 1 mladý hráč roku: 1994
  - UNFP Ligue 1 hráč roku: 1996
  - Nejlepší zahraniční hráč Serie A: 1997, 2001
  - Řád čestné legie: 1998
  - Nejlepší záložník UEFA: 1998
  - Zvolen nejlepším sportovcem roku 1998 (Šampión šampiónů) deníkem L´Equipe.
  - All Stars Team MS: 1998, 2006
  - All Stars Team ESM: 1998, 2002, 2003, 2004
  - Nejlepší hráč podle magazínu World Soccer: 1998
  - Francouzský fotbalista roku: 1998, 2002[8]
  - Zlatý míč (1998)[6]
  - Fotbalista roku (FIFA) (1998, 2000, 2003)[7]
  - Onze d'Or: 1998, 2000, 2001
  - Nejlepší hráč ME: 2000
  - All Stars Team ME: 2000, 2004
  - Nejlepší fotbalista 1. italské ligy: 2001
  - UEFA tým roku: 2001, 2002, 2003
  - Nejlepší zahraniční fotbalista španělské ligy: 2002
  - UEFA Club Footballer of the Year: 2002
  - FIFA World Cup Dream Team: 2002
  - UEFA Golden Jubilee Poll: 2004
  - FIFA 100: 2004
  - Světový tým roku (FIFPro): 2005, 2006
  - Zvolen nejlepším hráčem MS 2006 (získal Adidas Golden Ball)
  - Roku 2008 získal jako „legenda fotbalu“ ocenění Golden Foot, čímž byl uveden do elitního klubu nejlepších fotbalistů historie
  - Marca Leyenda: 2008
  - Laureus World Sports Awards – Cena za celoživotní přínos: 2011
  - World Soccer Dream Team: 2013
  - UEFA Euro All Time XI: 2016
- Trenérské
  - Francouzský manažer roku: 2016, 2017
  - Onze d'Or – manažer roku: 2017, 2018
  - Nejlepší trenér roku 2017 podle IFFHS
  - Nejlepší trenér roku 2017 podle World Soccer Magazine
  - ESPN – manažer roku: 2017
  - Globe Soccer Awards – manažer roku: 2017

## Kontroverze
Zidane byl jednou z hvězd své generace, na hřišti se ale několikrát projevil jeho temperament. Na Mistrovství světa 1998 šlápl na protihráče Fuada Anwara, kapitána reprezentace Saúdské Arábie, během vzájemného skupinového klání.
V roce 2000 nastoupil za Juventus proti Hamburku, v tomto zápase Ligy mistrů udeřil hlavou do hrudi protihráče Jochena Kientze. To samé předvedl i ve finálovém utkání mistrovství světa 2006 proti Itálii kde do hrudi udeřil Materazziho. UEFA Zidana potrestala distancem na pět zápasů.
Za svoji profesionální kariéru obdržel celkově 14 červených karet, podle jeho vlastních slov ale většině z nich předcházela soupeřova provokace.
Společně s brazilským obráncem jménem Cafu drží rekord v počtu obdržených karet na světovém šampionátu – šest.
Po Rigobertu Songovi je jediným dalším hráčem vyloučeným na dvou různých turnajích Mistrovství světa.
Italský celek Juventus od roku 1998 doprovázel dopingový skandál, Zidane se kvůli němu v lednu 2004 objevil u turínského soudu, to ale byl již hráčem Realu Madrid. Soudu přiznal, že bral v klubu kreatin, ale odmítl jeho užívání v Realu Madrid nebo ve francouzské reprezentaci.